# 愛丁堡 (密西西比州)
愛丁堡（英語：Edinburg）是位於美國密西西比州利克縣的非建制地區。

## 歷史
愛丁堡的郵局自1841年營運至今。此地於1900年時有123人。

## 地理
愛丁堡所處的海拔為高於海平面115米（即377英呎），而該地所採用的時區為UTC-6，即北美中部時區（CST）。同時該地設有夏令時間，為UTC-6調快一小時，即UTC-5（CDT）。